# Kanton Saint-Amans

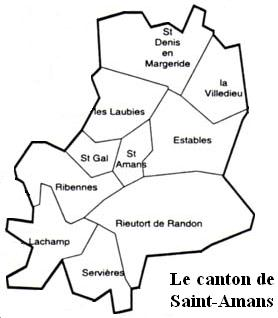
Die Gemeinden im Kanton

Der Kanton Saint-Amans war bis 2015 ein französischer Wahlkreis im Arrondissement Mende, im Département Lozère und in der ehemaligen Region Languedoc-Roussillon; sein Hauptort war Saint-Amans.
Der Kanton Saint-Amans war 269,59 km² groß und hatte 2094 Einwohner (Stand 2012). Er umfasste Wahlberechtigte aus folgenden zehn Gemeinden:
| Gemeinde                 | Einwohner Jahr | Fläche km² | Bevölkerungsdichte | Code INSEE | Postleitzahl |
| ------------------------ | -------------- | ---------- | ------------------ | ---------- | ------------ |
| Estables                 | 177 (2013)     | –          | – Einw./km²        | 48057      | 48700        |
| Lachamp                  | 178 (2013)     | –          | – Einw./km²        | 48078      | 48100        |
| Les Laubies              | 170 (2013)     | –          | – Einw./km²        | 48083      | 48700        |
| Ribennes                 | 163 (2013)     | –          | – Einw./km²        | 48126      | 48700        |
| Rieutort-de-Randon       | 765 (2013)     | –          | – Einw./km²        | 48127      | 48700        |
| Saint-Amans              | 155 (2013)     | –          | – Einw./km²        | 48133      | 48700        |
| Saint-Denis-en-Margeride | 173 (2013)     | –          | – Einw./km²        | 48145      | 48700        |
| Saint-Gal                | 97 (2013)      | –          | – Einw./km²        | 48153      | 48700        |
| Servières                | 181 (2013)     | –          | – Einw./km²        | 48189      | 48000        |
| La Villedieu             | 32 (2013)      | –          | – Einw./km²        | 48197      | 48700        |